# Sandmeyerova reakce
Sandmeyerova reakce je organická reakce, při níž se aryldiazoniové soli za přítomnosti solí mědi jako reaktantů nebo katalyzátorů přeměňují na arylhalogenidy.
Jedná se o druh radikálově-nukleofilní aromatické substituce. Pomocí Sandmeyerovy reakce lze na benzen připojit řadu funkčních skupin, například halogenové, nitrilové, trifluormethylové a hydroxylové.
Tuto reakci objevil roku 1884 švýcarský chemik Traugott Sandmeyer při pokusu získat fenylacetylen z benzendiazoniumchloridu a acetylidu měďného; hlavním produktem reakce se však stal chlorbenzen. V současnosti se označení Sandmeyerova reakce používá pro všechny substituce aromatických aminů přípravou příslušných diazoniových solí a následnou substitucí nukleofilem za přítomnosti měďných solí (vzhledem k jejich nízké ceně se někdy za účelem lepšího průběhu reakce používají stechiometrická množství, i když by stačila jen katalytická). Nejčastěji se takto provádí chlorace, bromace, kyanace a hydroxylace za přítomnosti CuCl, CuBr, CuCN nebo Cu2O. Byla také popsána trifluoromethylace diazoniových solí, která odpovídá Sandmeyerově reakci. Diazoniové soli mohou rovněž reagovat s boritany, jodidy, thioly, vodou a kyselinou fosfornou; arylfluoridy se připravují za použití tetrafluorboritanových aniontů (což je Balzova–Schiemannova reakce); při tomto procesu nejsou však nutné kovové katalyzátory, a tak nebývá řazen mezi Sandmeyerovy reakce. Sandmeyerova reakce má řadu variant, při kterých se používají i jiné soli přechodných kovů (například měďnaté, železité a kobaltité). Vzhledem ke svým širokým možnostem použití se Sandmeyerovy reakce provádí podobně často jako elektrofilní aromatické substituce.

## Reakční podmínky a mechanismus

Tvorba benzendiazoniového iontu

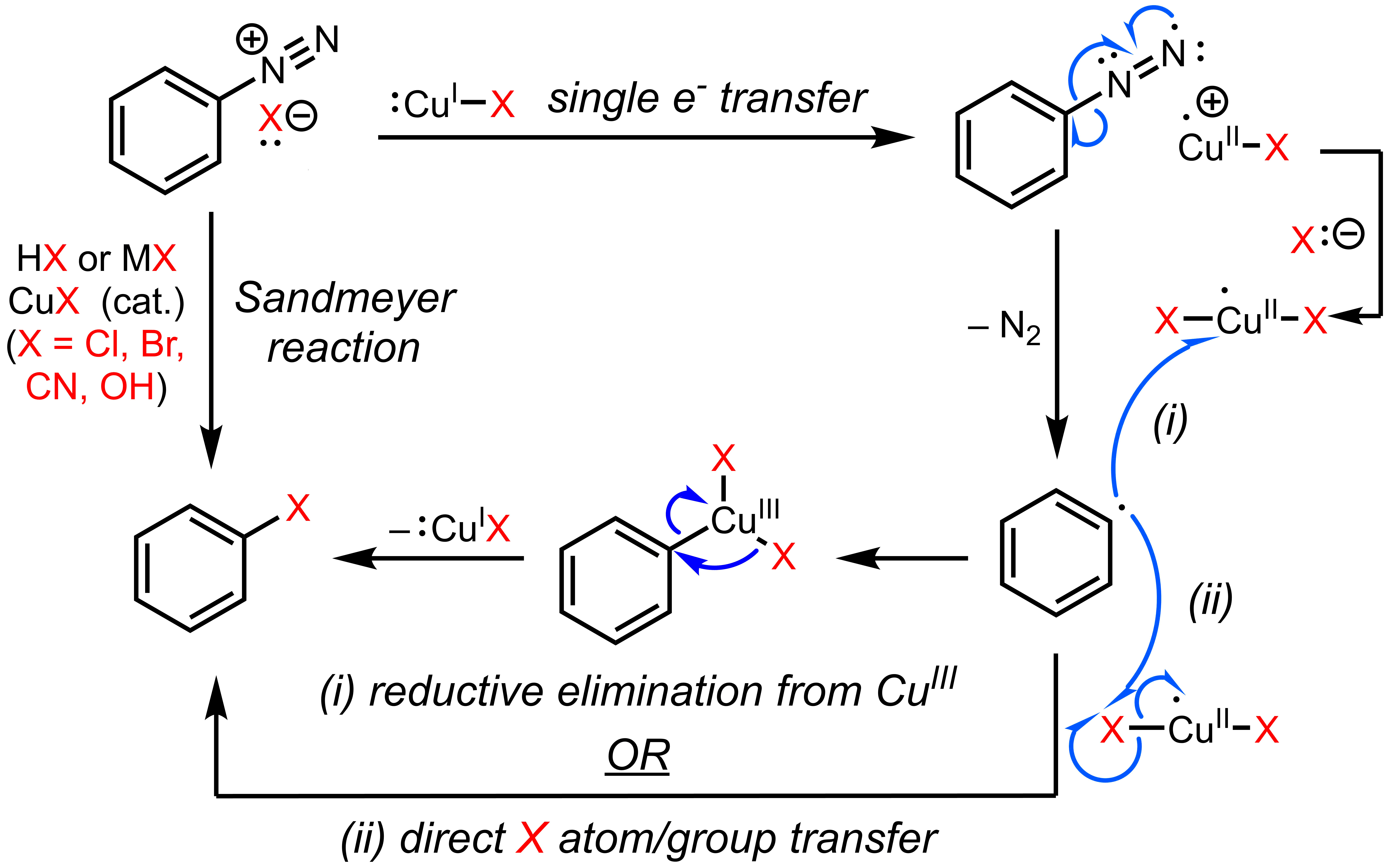
Přenos elektronu

Kyselina dusitá použitá při reakci se obvykle připravuje těsně před použitím z dusitanu sodného a kyseliny. Při reakci nejprve dojde k dvojnásobné deprotonaci a k odštěpení vody za vzniku nitrosoniového iontu, který následně při reakci s aromatickým nebo heterocyklickým aminem, například anilinem, slouží jako elektrofil. Při tomto druhém kroku se vytvoří nitrosamin. Reakce nejčastěji probíhají za takovýchto podmínek:
Chlorace: ArN2+Cl–, CuCl, HCl (36% vodný roztok), 50 – 100 °C; bromace: ArN2+HSO4–, CuBr, HBr (48% vodný roztok), 50 – 100 °C; kyanace: ArN2+Cl–, CuCN, KCN, H2O, benzen, 0 °C; hydroxylace: Cu2O, Cu(NO3)2, H2O, 25 °C.
Sandmayerova reakce patří mezi radikálově-nukleofilní substituce. Radikálový průběh dokládá detekce biarylových meziproduktů. Substituce aromatické diazoskupiny halogenem nebo pseudohalogenidem je iniciována přenosem jednoho elektronu, který je katalyzován měďnou solí, a vzniká při něm za odštěpení dusíku arylový radikál. Poté se vytvoří substituovaný aren přenosem Cl, Br, CN nebo OH z měďnaté sloučeniny na arylový radikál a současně dojde k obnovení katalyzátoru. Jinou možností je vznik měditého meziproduktu spojením arylového radikálu s měďnatou sloučeninou a rychlá redukční eliminace za tvorby konečného produktu a obnovení katalyzátoru. Důkazy o vzniku organické sloučeniny mědi v průběhu reakce jsou však slabé a přesný průběh může záviset na volbě substrátu a reakčních podmínkách.

## Využití

Za účelem dosažení použitelnosti v různých oblastech bylo vyvinuto několik variant Sandmeyerovy reakce; obvykle při nich vzniká aryldiazoniová sůl, která se reakcí s měďnou solí přeměňuje na substituovaný aren: